# Henry Edward Manning
Henry Edward Manning (15 de juliol de 1808 - 14 de gener de 1892) va ser un cardenal anglès de l'Església catòlica romana i el segon arquebisbe de Westminster des de 1865 fins a la seva mort el 1892.

## Biografia

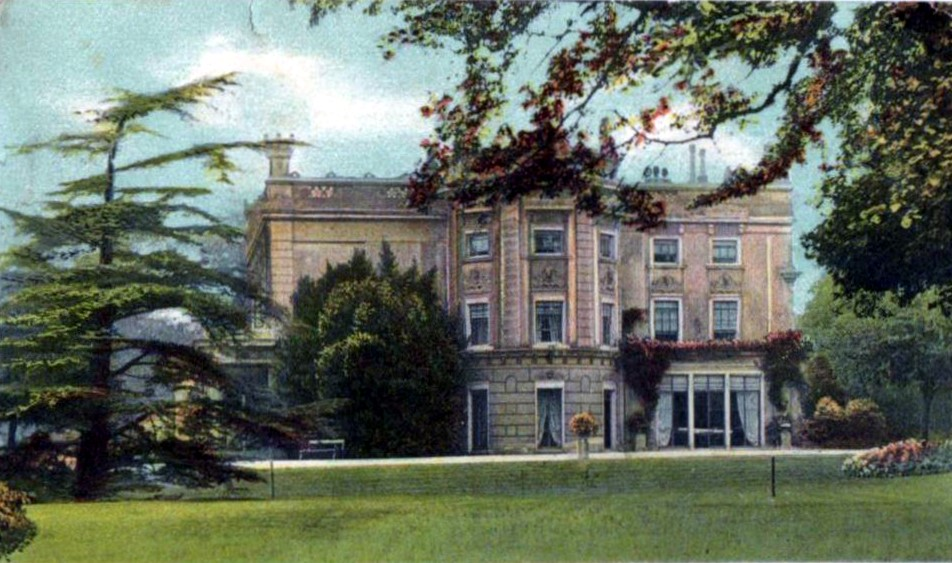
Copped Hall, Hertfordshire

Manning va néixer el 15 de juliol de 1808 a la casa del seu avi, Copped Hall, Totteridge, Hertfordshire. Va ser el tercer fill i més petit de William Manning, un comerciant de l'Índia occidental, que va exercir com a director i (1812-1813) com a governador del Banc d'Anglaterra i també va estar al Parlament durant 30 anys, representant els interessos dels Tories per Plympton Earle, Lymington, Evesham i Penryn consecutivament. La mare de Manning, Mary (morta en 1847), filla de Henry Leroy Hunter, de Beech Hill i germana de Sir Claudius Stephen Hunter, primer baronet, provenia d'una família que va dir que era d'extracció francesa.
Manning va passar la seva infància principalment a Coombe Bank, Sundridge, Kent, on va tenir per companys Charles Wordsworth i Christopher Wordsworth, posteriorment bisbes de St Andrews i Lincoln respectivament. Va assistir a la Harrow School (1822–1827) durant el mandat de George Butler, però no va obtenir cap distinció més enllà de jugar durant dos anys a l'once de cricket. Tanmateix, això no va ser un impediment per a la seva carrera acadèmica.
Manning es va matricular a Balliol College, Oxford, el 1827 i aviat es va imposar als debats a la Oxford Union, on William Ewart Gladstone li va succeir com a president el 1830. A aquesta data tenia ambicions de carrera política, però el seu pare havia mantingut pèrdues greus en els negocis i, en aquestes circumstàncies, després d'haver-se graduat amb honors de primera classe el 1830, va obtenir l'any següent, a través de Frederick John Robinson 1r vescomte Goderich, càrrec de secretari supernumerari a l'Oficina Colonial.
Manning va renunciar a aquest càrrec el 1832, i els seus pensaments es van convertir en una carrera clerical sota influències evangèliques, incloent la seva amistat amb Favell Lee Mortimer, que el va afectar profundament al llarg de la vida.

### Clergue anglicà
Tornant a Oxford el 1832, va guanyar les eleccions com a membre del Merton College i va rebre l'ordenació de diaca a l'Església d'Anglaterra. El gener de 1833 es va convertir en comissari de John Sargent, rector de Lavington-with-Graffham, West Sussex. Al maig de 1833, després de la mort de Sargent, el va succeir com a rector a causa del patrocini de la mare de Sargent.
Manning es va casar amb Caroline, la filla de John Sargent, el 7 de novembre de 1833, en una cerimònia realitzada pel cunyat de la núvia, el reverend Samuel Wilberforce,posteriorment bisbe d'Oxford i de Winchester. El matrimoni de Manning no va durar gaire: la seva jove esposa va morir sense fills el 24 de juliol de 1837. Quan Manning va morir molts anys més tard, durant dècades un clergue catòlic romà, se li trobà al voltant del coll un medalló que contenia el retrat de la seva dona.
Tot i que mai no es va convertir en un deixeble reconegut de John Henry Newman (posteriorment cardenal Newman), la influència d'aquest últim va significar que a partir d'aquesta data la teologia de Manning va assumir un caràcter cada vegada més d'Alta Església i el seu sermó imprès sobre la "regla de la fe" va signar públicament la seva aliança amb els Tractaristes.
El 1838 va prendre part important en el moviment educatiu de l'església, en què es van establir consells diocesans a tot el país; i va escriure una carta oberta al seu bisbe en la crítica de la recent designació de la comissió eclesiàstica. Al desembre del mateix any va fer la seva primera visita a Roma i va convidar a Nicholas Wiseman en companyia de Gladstone.
El gener de 1841, Philip Shuttleworth, bisbe de Chichester, va nomenar Manning com a ardiaca de Chichester, on va començar una visita personal de cada parròquia del seu districte, completant la tasca el 1843. El 1842 va publicar un tractat sobre "La unitat de l'Església" i la seva reputació com a predicador eloqüent i seriós, que era per ara considerable, era el mateix any nomenat predicador seleccionat per la seva universitat, sent així cridat a omplir de tant en tant el púlpit de Newman com a vicari de St Mary's.
Quatre volums dels sermons de Manning van aparèixer entre els anys 1842 i 1850 i aquests havien arribat a les setena, quarta, tercera i segona edició respectivament el 1850, però no van ser reeditats posteriorment. El 1844 el seu retrat va ser pintat per George Richmond, i el mateix any va publicar un volum de sermons universitaris, ometent el de la Trama de pólvora. Aquest sermó havia molestat a Newman i als seus deixebles més avançats, però va ser una prova que en aquella data Manning era fidel a l'Església d'Anglaterra.
La secessió de Newman el 1845 va situar a Manning en una posició de major responsabilitat, com un dels líders de l'Alta església, juntament amb Edward Bouverie Pusey, John Keble i Marriott; però va ser amb Gladstone i James Robert Hope-Scott que en aquest moment estava més associat.

## Conversió al catolicisme

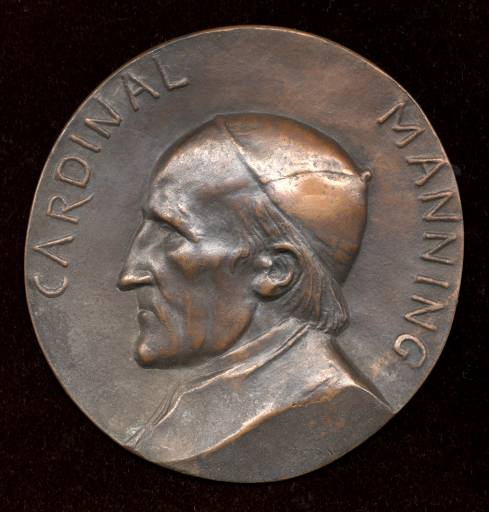
Manning per Alphonse Legros

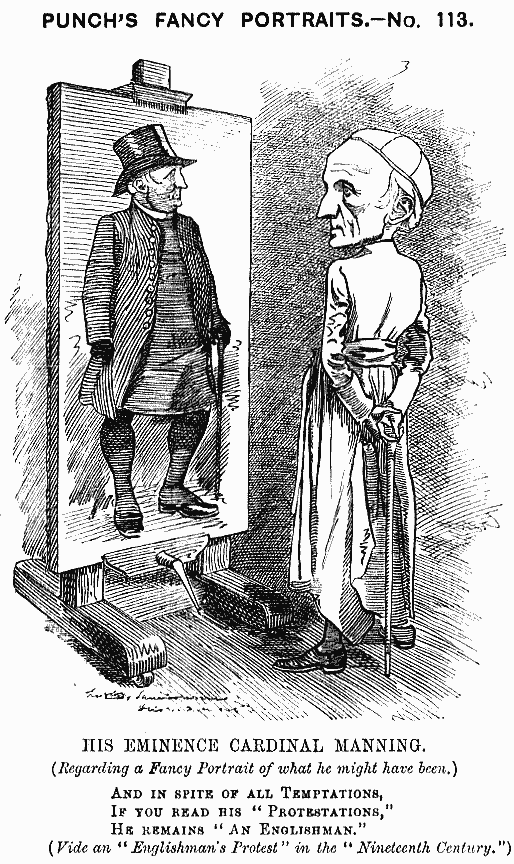
Caricatura de Punch (1882)

La creença de Manning en l'anglicanisme es va estavellar el 1850 quan, en l'anomenat Judici de Gorham, el Consell privat va ordenar a l'església d'Anglaterra que instituís un clergue evangèlic que negués que el sagrament del baptisme tingués un efecte objectiu de la regeneració del baptisme. La negació de l'efecte objectiu dels sagraments va ser per a Manning i per a molts altres una heretgia greu, en contradicció amb la clara tradició de l'Església cristiana dels Pares de l'Església. Que un tribunal civil i secular tingués el poder d'obligar l'Església d'Anglaterra d'acceptar algú amb una opinió tan heterodoxa que li va demostrar que, lluny d'ésser una institució divinament creada, aquesta església era només una creació creada per l'home del Parlament anglès.
L'any següent, el 6 d'abril de 1851, Manning va ser rebut a l'Església catòlica i poc després, el 14 de juny de 1851, va ser ordenat sacerdot catòlic. Tenint en compte les seves grans habilitats i la seva fama prèvia, ràpidament va arribar a ser una posició d'influència, i el 1865 va ser nomenat arquebisbe de Westminster.
Entre els seus assoliments com a cap de l'Església catòlica a Anglaterra hi havia l'adquisició del lloc per a la catedral de Westminster i un sistema molt ampliat d'educació catòlica romana, incloent l'establiment de la efímera curta Catholic University College a Kensington. El 1875 Manning va ser creat cardenal prevere de Ss Andrea e Gregorio al Monte Celio. Manning va participar en el conclave que va elegir el Papa Lleó XIII el 1878.
Manning va aprovar la fundació de l'Associació Catòlica Pelegrina.

## Influència en l'ensenyament de la justícia social

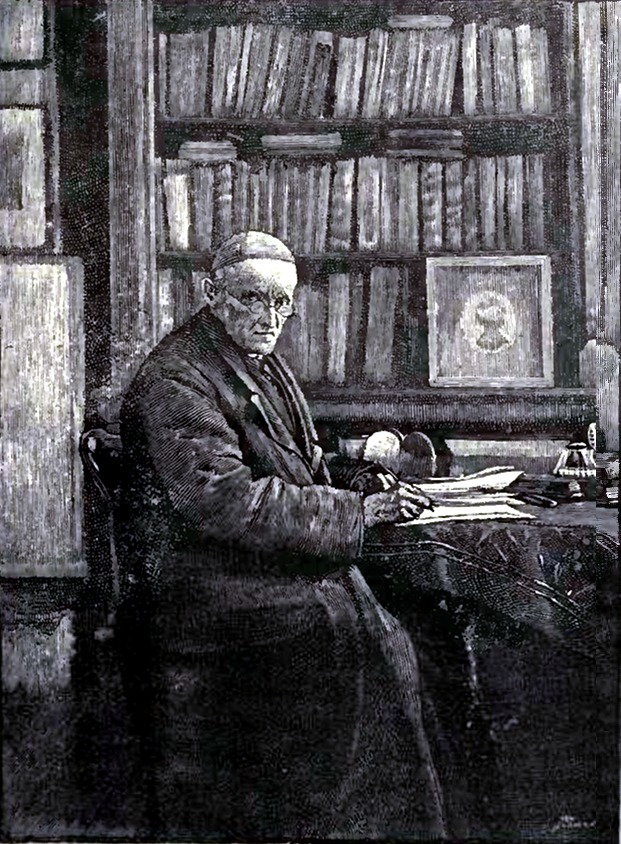
Manning amb 83 anys

Manning va ser molt influent a l'hora de marcar la direcció de la moderna Església Catòlica. Les seves càlides relacions amb el Papa Pius IX i les seves opinions ultramuntanes li van donar la confiança del Vaticà, encara que "se li va ordenar que passés la nit dels seus dies a Anglaterra, i que hagués de sobreviure a la intimitat del Vaticà i la seva influència en la política general de l'Església de Roma."
Manning va utilitzar aquesta bona voluntat per promoure una moderna visió catòlica de la justícia social. Aquests punts de vista es reflecteixen en l'encíclica papal Rerum novarum publicada per Lleó XIII que marca l'inici de l'ensenyament de la justícia social catòlica moderna.
Manning es trobava entre els partidaris més forts de la doctrina de la infal·libilitat papal, a diferència del cardenal Newman que creia la doctrina, però pensava que no seria prudent definir-lo formalment en aquell moment.
Manning va ser fonamental per a la solució de la vaga de moll de Londres de 1889 a instàncies de Margaret Harkness. Va tenir un paper significatiu en la conversió de personatges destacats com Elizabeth Belloc, la mare del famós autor britànic Hilaire Belloc, sobre el pensament del qual Manning va tenir una profunda influència.
Quan Manning va morir, el seu llegat es va estimar en 3.527 lliures esterlines. Va rebre un enterrament formal al cementiri catòlic de Santa Maria a Kensal Green. Alguns anys més tard, el 1907, les seves restes van ser transferides a la recentment completada catedral de Westminster.

## Obres
- Rule of Faith (1839)
- Unity of the Church (1842)
- A charge delivered at the ordinary visitation of the archdeaconry of Chichester in July (1843)
- Sermons 4 vols. (1842–1850)
- The Present Crisis of the Holy See (1861)
- The Glories of the Sacred Heart' (1876)[9]
- The Eternal Priesthood (1883)